# الردة السودا (ضنك)
الردة السودا منطقة سكنية تقع في ولاية ضنك، التابعة لمحافظة الظاهرة في سلطنة عمان. يقدر عدد سكانها بـ 9 نسمة حسب إحصاء عام 2010 التابع للمركز الوطني للإحصاء والمعلومات الحكومي. رمز المنطقة هو 100340280.

## الوصلات الخارجية
- المركز الوطني للإحصاء والمعلومات، سلطنة عمان